# Paraeuchaeta barbata
Paraeuchaeta barbata är en kräftdjursart som först beskrevs av Brady 1883.  Paraeuchaeta barbata ingår i släktet Paraeuchaeta och familjen Euchaetidae. Inga underarter finns listade i Catalogue of Life.